# Waardamme
Waardamme é uma vila e deelgemeente do município belga de Oostkamp, provincia de Flandres Ocidental. Em 1 de Janeiro de 2004 tinha 7,43 km² e 1.602 habitantes. 

Situação de Waardamme, no município de Oostkamp.